# Peder Møller
Peder Møller (7 augustus 1891 - 16 december 1972) was een Deens turner. 
Møller won met de Deense ploeg de gouden medaille in de landenwedstrijd vrij systeem tijdens de Olympische Zomerspelen 1920 in het Belgische Antwerpen.

## Resultaten

### Olympische Zomerspelen
| Jaar | Plaats    | Resultaten                         |
| ---- | --------- | ---------------------------------- |
| 1920 | Antwerpen | in de landenwedstrijd vrij systeem |